# Grindelwald
Para el artículo del personaje, véase Gellert Grindelwald.
Grindelwald es una comuna suiza del cantón de Berna, situada en el distrito administrativo de Interlaken-Oberhasli. Limita al norte con las comunas de Iseltwald, Brienz y Brienzwiler, al este con Meiringen, Schattenhalb, Innertkirchen y Guttannen, al sur con Fieschertal (VS), y al oeste con Lauterbrunnen y Lütschental. Forman parte del territorio comunal las localidades de Alpiglen, Grund, Itramen, Mühlebach, Schwendi, Tschingelberg y Wargistal.  
Grindelwald se encuentra a 1.034 m s. n. m. Fue mencionado por primera vez en 1146 y se ha convertido en un gran centro turístico tanto de Suiza como de los Alpes desde la edad de oro del alpinismo en el siglo XIX. Desde el municipio se observa parte de los Alpes berneses desde el Wetterhorn hasta el Eiger que crean una barrera natural. Junto con el valle de Lauterbrunnen, el valle de Grindelwald forma parte de la región de Jungfrau del oberland de Berna, entre Interlaken y los Alpes berneses.
Al igual que Lauterbrunnen, Grindelwald está conectado a Interlaken por el sistema de ferrocarril del oberland de Berna y es el comienzo de la línea Wengernalp que lleva hasta la estación de Kleine Scheidegg, desde donde se accede al tren del Jungfrau, el ferrocarril más alto de Europa y la puerta de entrada a la zona protegida de Jungfrau-Aletsch.

## Etimología
Grindelwald fue mencionado por primera vez como Grindelwalt en 1146,vocablo que probablemente derive del antiguo alemán "grintil", barrera, y "walt", bosque, describiendo la naturaleza del valle. Según la leyenda, el nombre Grindelwald proviene de dos monjes del monasterio de Interlaken. Después de explorar los valles de Lütschinen, declararon ver "Grinden" y "Wald", en otras palabras, piedras y bosques. Esta fue la explicación tradicional en un primer momento del nombre.

## Historia
Se han hallado herramientas neolíticas, así como monedas romanas en la zona, mientras que se construyó un castillo medieval en la colina Burgbühl.
En 1146, el rey Conrado III le cedió los terrenos de Grindelwald al monasterio de Interlaken. En el siglo XII, los barones de los valles alpinos, lo que más tarde sería el oberland de Berna, fueron a la guerra contra el expansionista duque Berthold V de la Casa de Zähringen. El duque derrotó a una coalición de nobles en el valle de Grindelwald en 1191, lo que le permitió aumentar la influencia de los Zähringen en el oberland, ampliar la ciudad de Thun y fundar la ciudad de Berna. A comienzos del siglo XIII, el monasterio de Interlaken compró las tierras y finalmente expulsó a los nobles del valle, continuó ejerciendo su influencia, llevando incluso a sus aldeanos a atacar Unterwalden según las ambiciones personales del abad. En respuesta a estos ataques, Underwalden atacó Grindelwald en 1342. Unos años más tarde, los aldeanos fallaron en una rebelión para disminuir el poder eclesiástico. En 1528, Berna aceptó la Reforma protestante y comenzó a evangelizar Grindelwad con la nueva fe, en contra de los aldeanos, aunque finalmente se impuso su designio, se secularizó el monasterio de Interlaken y Grindelwald pasó a formar parte de la bailía de Interlaken, bajo poder bernés.
La primera iglesia fue hecha de madera durante el siglo XII, reemplazada en 1180 con la iglesia de Santa María realizada en piedra, y reconstruida de nuevo en el siglo XVI y en 1793.En 1892, gran parte del municipio fue destruido en un incendio, en apenas dos horas, 116 edificios fueron destruidos y unas 412 personas se quedaron sin vivienda.
El turismo comenzó a llegar a Grindelwald a finales del siglo XVIII cuando los extranjeros comenzaron a descubrir sus vistas privilegiadas gracias a los grabados y pinturas. En el siglo XIX muchos ingleses llegaron para escalar las cumbres alpinas en torno al valle: el Finsteraarhorn (4,274 m), el Wetterhorn (3,692 m), el Eiger (3,967 m), el Schreckhorn (4,078 m) y el Gross Fiescherhorn (4,049 m) fueron todos escalados en el siglo XIX, comenzando la edad de oro del alpinismo.
La carretera hacia Grindelwald se construyó entre los años 1860 y 1872 y el ferrocarril llegó en 1890, lo que facilitó la llegada de viajeros. En 1889 existían diez hoteles y en 1914 ya había treinta y tres. El tren cremallera fue construido hasta Kleine Scheidegg en 1893 y fue ampliado hacia el Jungfraujoch en 1912, conocido desde entonces como el tren del Jungfrau. Desde entonces se construyeron numerosos sistemas de funiculares para explorar las montañas, siendo el último el Eiger Express, inaugurado en 2020.

## Turismo

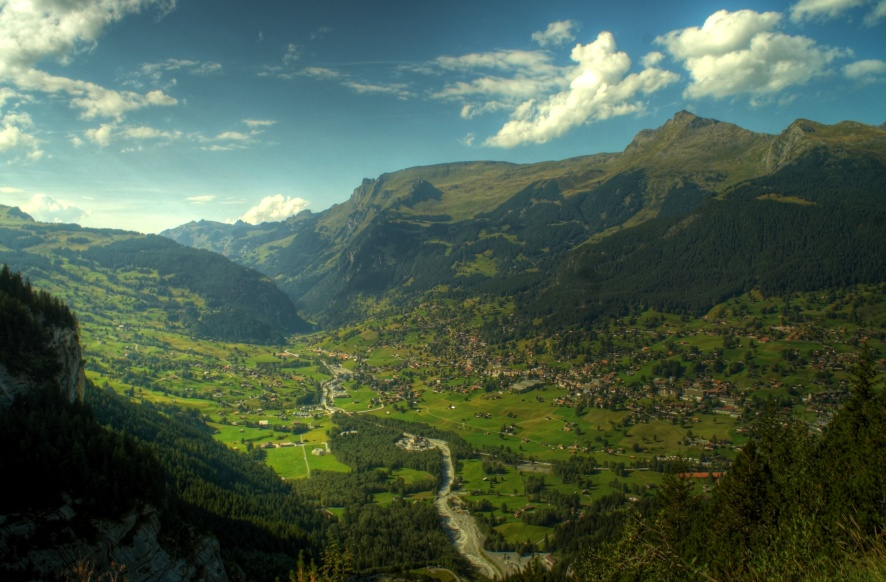
Grindelwald.

Estación de montaña reputada, en invierno como en verano, situada en la región de la Jungfrau en los Alpes berneses, en los pies de la cara norte del Eiger. La zona esquiable está entre las estaciones de Wengen y Mürren, estas comprenden unos 200 km de pistas. Los maravillosos panoramas que se pueden obtener en las cúspides montañosas, constituyen uno de los objetivos de excursiones tanto en verano como en invierno. La villa comprende numerosos hoteles, apartamentos, un complejo de golf, piscina cubierta, discotecas y minigolf, dedicados exclusivamente al ocio de los foráneos.

## Transporte
La estación de ferrocarril de Grindelwald conecta en tren hacia Interlaken, mientras que el Wengernalpbahn sube hasta Kleine Scheidegg, la estación de intercambio para ascender hasta la estación de ferrocarril más alta de Europa. Esta línea asciende a través del tren del Jungfrau hasta el Jungfraujoch, lugar donde se encuentran las privilegiadas panorámicas de los picos del Eiger, Mönch y Jungfrau, además del glaciar más grande de los Alpes, Aletsch.
Recientemente se ha inaugurado el funicular Eiger Express, que conecta Grindelwald con la estación de Eigergletscher, conexión con el tren del Jungfrau que ahorra unos 47 minutos hasta la cima.
- Línea ferroviaria Interlaken – Grindelwald
- Línea ferroviaria Grindelwald – Kleine Scheidegg – Wengen – Lauterbrunnen.
- Autopista A8.